# 克里姆·姆拉布蒂
克里姆·姆拉布蒂（瑞典語：Kerim Mrabti；1994年5月20日—）是一位瑞典足球運動員。在場上的位置是中場。現時效力於比甲球隊梅赫倫，曾效力於佐加頓斯體育會足球隊。他也代表瑞典各級國青隊參賽。

## 球會生涯
姆拉布蒂生於瑞典斯德哥爾摩，五歲時隨家人搬到恩科平並在當地球會恩科平足球會學習踢足球。17歲時他成為球會一線隊球員，並贏得第四級聯賽冠軍及晉級。2012年11月他赴乌普萨拉球會天狼星試訓並簽下一份兩年合同。
他在天狼星效力了兩個球季，一季是在瑞甲，另一季是在瑞超甲級聯賽。2015年初，他轉會至瑞超球會佐加頓斯，轉會費約60至70萬瑞典克朗。5月25日主場對AIK足球隊時，他打進在球隊首兩球，以2-2和局完場。2015年度球季完結後，他當選為球會最佳球員及瑞超最佳新球員。2018年5月10日瑞典盃決賽，他亦取得進球使球隊以3-0擊敗馬模，贏得該項賽事。
季後他約滿離隊。2019年1月18日，姆拉布蒂與英冠球會伯明翰簽下一份18個月合同。

## 國家隊生涯
姆拉布蒂曾代表瑞典U19和瑞典U21上場。2016年1月首次代表瑞典國家足球隊上場對愛沙尼亞時，因為在第25分鐘時前十字韌帶損傷而被迫退下，並預計到9月才康復。
他代表瑞典上場的都只是友誼賽，使他能代表其它國家參加國際A級賽以綁定所屬國，因此突尼西亞有意徵召他進入2018年世界盃參賽名單，然而他拒絕了突尼西亞的好意。

## 榮譽

### 球會
佐加頓斯
- 瑞典盃：2017–18

### 個人
- 瑞超最佳新球員：2015